# Bergia koganii
Bergia koganii är en slamkrypeväxtart som beskrevs av V. V. Nikitin. Bergia koganii ingår i släktet Bergia och familjen slamkrypeväxter. Inga underarter finns listade i Catalogue of Life.